# Янку Флондор

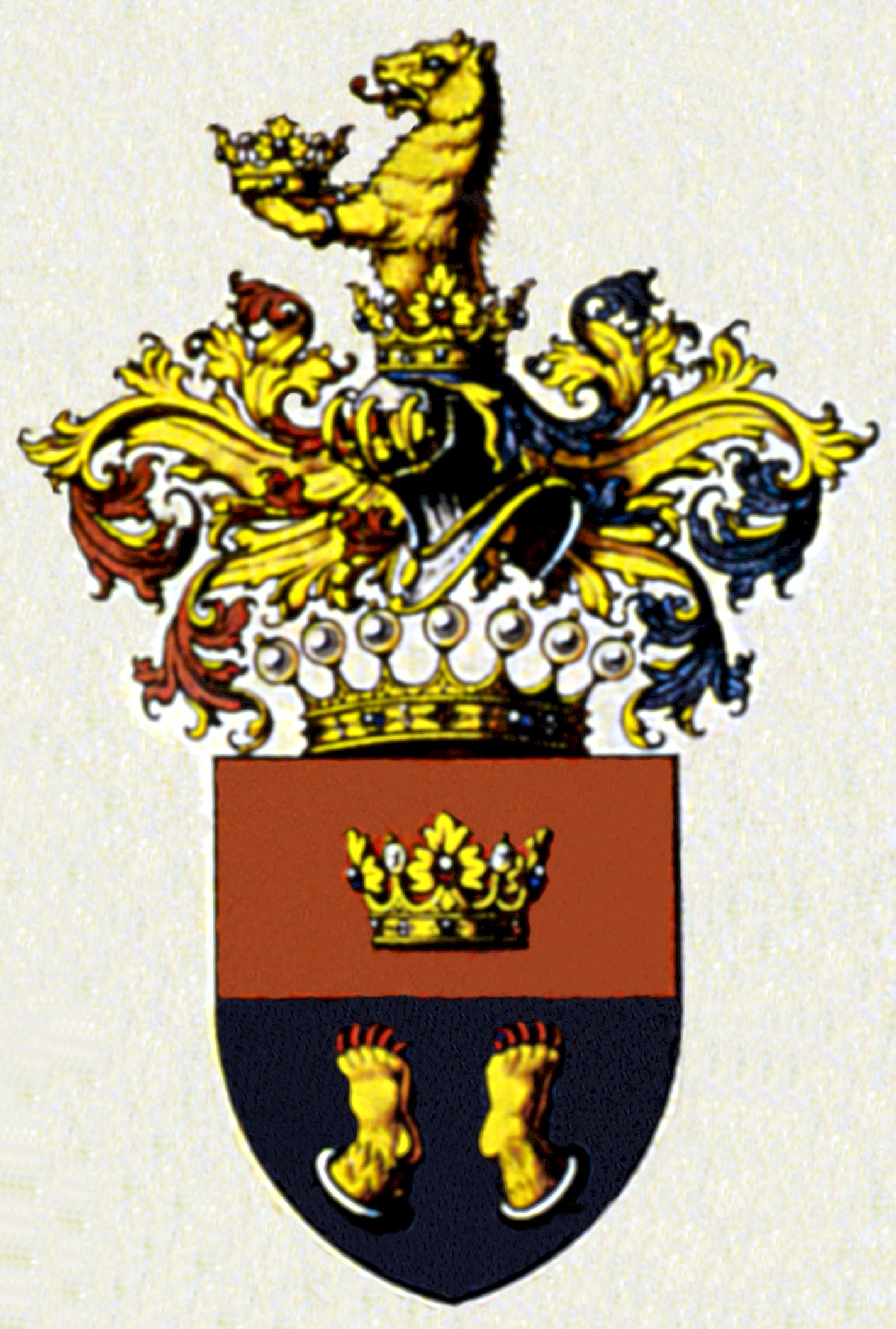
Герб Флондорів

Янку Флондор (рум. Iancu Flondor; нім. Johann Ritter von Flondor; * 3 серпня 1865, Сторожинець (Буковина), Австрійська імперія — † 19 жовтня 1924, м. Чернівці, Румунія) — провінційний політик Буковини кінця 19-го-початку 20-го століття, великий землевласник, бізнесмен. Найбільш відомий завдяки своїм діям під час розпаду  Австро-Угорської імперії, що були спрямовані на приєднання всієї території Герцогства Буковина до Королівської Румунії.

## Життєпис

### Ранні роки
Янку Флондор — нащадок давнього молдавського боярського роду Альбу з Марамурешу (змінили прізвище на Флондор у XVIII ст.). Батько — Георге Флондор був посвячений у лицарі; мати з порумуненого польського лицарського роду — Ізабелла Добровольська фон Бухенталь, відома піаністка.
Був одружений з Оленою Зотта (Zotta), мав трьох дітей: Шербан, Нягой і Мірча.
Янку Флондор закінчив середню німецьку гімназію в Чернівцях (Ober-гімназію) з ступенем бакалавра (1884), навчався на юридичному факультеті Віденського університету, отримавши вчене звання доктора юридичних наук.
З військової служби (служив в  гусарському полку в м. Чернівці) звільнився в чині лейтенанта запасу австрійської армії.

### Громадсько-політична діяльність
Після смерті в 1892 батька, Янку в спадок дістається майно в Сторожинці.
Янку Флондор був залучений в політику Буковини з кінця 80-х років дев'ятнадцятого століття, ставши лідером молодих румунів Буковини.
7 березня 1892 року в Чернівцях відбувся великий мітинг румунів, який прийняв постанову про об'єднання всіх румунських сил в єдину національну партію (в рамках політичної сили «Конкорд»). Ця дата в історіографії вважається, як момент створення Румунської національної партії Буковини (PNR). В 1898 році Янку Флондор був обраний віце керівником партії, а також членом фракції великих землевласників парламенту Буковини.
Через суперечки в партії, він залишив її і заснував іншу «Національну Народну Партію» («Partidul Național Poporal»), де він обіймав посаду керівника Центрального Комітету партії, тільки щоб возз'єднатися в 1902 році з PNR. Потім він зайняв пост голови цієї партії.
В жовтні 1903 року через скандал, пов'язаний з обвинуваченням Янку в антисемітських висловах, він назавжди вийшов з партії PNR.
З початком Першої світової війни, він мав за свої політичні (сепаратистські) погляди репресії з боку австрійської влади, однак, відмовився від пропозиції одержати притулок в Румунії.
В 1917 році Янку Флондор, обвинувачений імператорською владою Австро-Угорщини в державній зраді, мав бути засуджений за співпрацю з російським генералом Брусиловим, і уникнув цього тільки завдяки втручанню членів румунської Імператорської Ради та спадкових членів верхньої палати австрійської імператорської ради і колишнього губернатора герцогства Буковини.
Восени 1918 року він знову опинився в центрі політичної уваги, повернувшись до керівництва організації «Рух за національне визволення румунів Буковини».
Румунія вступила в Першу світову війну з метою приєднання нових територій і створення «Великої Румунії». Чи не найголовнішим об'єктом зазіхань були етнічні українські землі Буковини.

### Приєднання Буковини до Румунії
Після початку розпаду Австро-Угорської імперії постало питання про майбутнє Буковини.
У 1918 році буковинський парламент (Буковина була окремим герцогством Австро-Угорщини) мав дві найбільші фракції — українців і румунів. Українці бажали приєднати до Західноукраїнської Народної Республіки лише Північну Буковину, заселену переважно українцями. А румуни — всю Буковину прагнули долучити до королівської Румунії.
У другій половині жовтня 1918 року у виступах в австрійському парламенті депутата від Буковини  Ґеорґе Ґригоровича підкреслювалося, що «у буковинських румунів немає абсолютно ніякого сумніву в тому, що українська частина (Буковини) повинна належати Україні, а румунська — Румунії». На той час ніхто з політичних діячів румунської громади Буковини не висував претензій на північну частину краю, заселену переважно українцями.
Український рух буковинців утворив 25 жовтня 1918 Український крайовий комітет Буковини, який організував 3 листопада 1918 велике Народне віче у Чернівцях, де представники різних національностей більшістю проголосували за приєднання української частини Буковини до Української Народної Республіки (УНР). Останній австрійський крайовий президент був змушений підписати акт передачі влади її представникам Поповичу і Ончулу.
6 листопада 1918 було встановлено українську владу на землях Буковини, населених переважно українцями. Президентом краю було проголошено Омеляна Поповича.
Одночасно з діями буковинських українців у кінці жовтня 1918 року різко активізувалися прихильники гасла «Великої Румунії». Так, сучавська газета «Вяца ноуе» 27 жовтня 1918 року виступила із засудом «національної ради» у Відні, яка пропонувала розподіл Буковини за національною ознакою. «Що стосується Буковини, — писала газета, — то нам здається, що наші депутати в парламенті поспішили погодитись на її розчленування… Історично і географічно Буковина єдина. Це суто румунська територія не тільки від Сучави до Прута, але й від Ватра-Дорней до Дністра».
Одночасно з ідеологічною обробкою населення правлячі кола королівської Румунії за допомогою пробухарестських політичних діячів Буковини на чолі з Я.Флондором намагалися створити хоча б видимість «правових засад» приєднання до Румунії всієї Буковини. На противагу «національній раді» у Відні було вирішено створити нову «національну раду» в Чернівцях.
27 жовтня 1918 року «конституанта», де головою був Янку Флондор, прийняла резолюцію про створення «Румунської національної ради» і «об'єднання всієї Буковини з рештою румунських країв у національну державу».
Поспішність у проведенні «конституанти» були викликані терміновою потребою у рішенні фіктивних «представницьких зборів» як формального приводу для інтервенції Румунії. 12 листопада 1918 року румунська армія вступила на північну частину Буковини. А на другій день на території краю було запроваджено стан облоги. Н.Йорг пояснював запровадження надзвичайних заходів тим, що тут «справи схилились на користь українців».
Зусилля румунського уряду і флондорівського оточення були спрямовані на юридичне оформлення акту «об'єднання». З цією метою 23 листопада 1918 року «Комітет буковинських еміґрантів» був передислокований румунським урядом з Ясс у Чернівці. На терміновому засіданні 25 листопада до складу «Румунської національної ради» було кооптовано відразу увесь «комітет еміґрантів» у складі 54 чоловік на чолі з І.Ністором. Після кооптації «національна рада» ухвалила рішення скликати через три дні «Конґрес буковинського народу», на якому «об'єднання» Буковини з Румунією було б проголошено в такій формі, яка б являла собою правову основу.
28 листопада 1918 під головуванням Янку Флондора було сфабриковане рішення так званого Генерального Конгресу Буковини, що складався переважно з румунів про об'єднання Буковини з Румунією.
Уряд ЗУНР заявив протест Румунії у зв'язку з окупацією північної частини Буковини, але не міг допомогти буковинцям, бо Західноукраїнська держава уже вела оборонні бої проти польських військ. Уряд гетьманської України доживав останні дні і теж не мав реальної воєнної сили, щоб стати на захист своєї фактично вже приєднаної території.

### В Румунії
Янку Флондор мав надію бути обраний першим президентом румунського уряду на Буковині, але ряд розбіжностей з тимчасовою адміністрацією привели до того, що він 15 квітня 1919 року неочікувано пішов у відставку зі всіх займаних ним постів і з політики назавжди. Він помер 15 жовтня 1924 року в Чернівцях. Похований новою румунською владою з великими почестями в сімейному склепі в Сторожинці.

## Пам'ять
Ще за життя Янку Флондор за свою діяльність в справі приєднання Буковини до Румунії був нагородження від імені короля Румунії Великим Хрестом.
В Чернівцях набільш престижна вулиця з Панської (Herrengasse) стала називатися (1919) вулицею Янку Флондора (Strada Iancu Flondor).
18 жовтня 2012 року Сторожинецька міська рада на клопотання лідера Чернівецької обласної громадської організації «Ліга захисту прав людини» Аркадія Опаіца дала згоду на встановлення у м. Сторожинець пам'ятника Янку Флондору, що викликало незгоду з боку супротивників румунського сепаратизму на Буковині.

## Нагороди
- "Хрест пам'яті війни 1916—1918" (1918);
- «Великий Хрест» від імені короля Румунії (1918).